# 63e cérémonie des Tony Awards
La 63e cérémonie des Tony Awards a eu lieu le 7 juin 2009 au Radio City Music Hall de New York et a été retransmise en direct à la télévision sur CBS. La cérémonie récompensait les productions de Broadway en cours pendant la saison 2008-2009 et à l'affiche avant le 30 avril 2009.

## Cérémonie
La cérémonie a été présentée pour la première fois par le comédien américain Neil Patrick Harris. Elle s'est déroulée dans le Radio City Music Hall et a été récompensée d'un Primetime Emmy Awards.

### Présentateurs
Lors de la soirée, plusieurs personnalités se sont relayées pour annoncer les noms des gagnants dont Lucie Arnaz, Kate Burton, Kristin Chenoweth, Jeff Daniels, Hope Davis, Edie Falco, Will Ferrell, Carrie Fisher, Jane Fonda, Hallie Foote, James Gandolfini, Lauren Graham, Colin Hanks, Marcia Gay Harden, Anne Hathaway, Jessica Lange, Frank Langella, Angela Lansbury, Audra McDonald, David Hyde Pierce, Piper Perabo, Oliver Platt, Susan Sarandon, John Stamos et Chandra Wilson.

### Prestations
La soirée débuta par une prestation de Liza Minnelli et du chanteur de rock Bret Michaels accompagné de son groupe Poison et le reste de la troupe de Rock of Ages.
Parmi les comédies musicales représentées sur scène au cours de la soirée ; Billy Elliot, the Musical (avec une apparition d'Elton John); Blanches colombes et vilains messieurs, avec Tituss Burgess et la troupe chantant "Sit Down, You're Rockin' the Boat"; la troupe de Hair chantant le titre "Let the Sunshine In"; Next to Normal, avec Alice Ripley, J. Robert Spencer, et Aaron Tveit ; La Blonde ou la Rousse, représenté par Stockard Channing ; Rock of Ages, avec Constantine Maroulis et plusieurs artistes de la troupe chantant "Don't Stop Believin'"; Shrek the Musical ; West Side Story; et 9 to 5, avec Dolly Parton. D'autres membres de troupes participèrent à la soirée comme Joseph Leo Bwarie, Rick Faugno, Courter Simmons et Dominic Scaglione, Jr. de la comédie musicale Jersey Boys ; Legally Blonde: The Musical avec Becky Gulsvig; et Michelle Dawson, Kittra Wynn Commer et Robin Tyler de Mamma Mia! chantant "Dancing Queen".
Un numéro spécial fut donné par Bebe Neuwirth en hommage aux artistes disparus dans l'année.
Neil Patrick Harris clôtura le show en chantant un pastiche de "Tonight" issu de West Side Story et "Luck Be a Lady Tonight" de Blanches colombes et vilains messieurs, avec des paroles ré-écrites par Marc Shaiman et Scott Wittman et retraçant la cérémonie en résumé.

## Palmarès
Les nommés ont été annoncés le 5 mai 2009.
| Meilleure pièce | Meilleure comédie musicale |
| --- | --- |
| - Le Dieu du carnage – Yasmina Reza - Dividing the Estate – Horton Foote - reasons to be pretty – Neil LaBute - 33 Variations – Moisés Kaufman | - Billy Elliot, the Musical - Next to Normal - Rock of Ages - Shrek the Musical |
| Meilleure reprise d'une pièce | Meilleure reprise d'une comédie musicale |
| - The Norman Conquests - Joe Turner's Come and Gone - Mary Stuart - En attendant Godot | - Hair - Blanches colombes et vilains messieurs - La Blonde ou la Rousse - West Side Story |
| Meilleur acteur dans une pièce | Meilleure actrice dans une pièce |
| - Geoffrey Rush – Le roi se meurt dans le rôle de King Berenger - Jeff Daniels – Le Dieu du carnage dans le rôle de Alan - Raúl Esparza – Speed-the-Plow dans le rôle de Charlie Fox - James Gandolfini – Le Dieu du carnage dans le rôle de Michael - Thomas Sadoski – reasons to be pretty dans le rôle de Greg                       | - Marcia Gay Harden – Le Dieu du carnage dans le rôle de Veronica - Hope Davis – Le Dieu du carnage dans le rôle de Annette - Jane Fonda – 33 Variations dans le rôle de Katherine Brandt - Janet McTeer – Mary Stuart dans le rôle de Mary Stuart - Harriet Walter – Mary Stuart dans le rôle de Elizabeth I                                         |
| Meilleur acteur dans une comédie musicale | Meilleure actrice dans une comédie musicale |
| - David Alvarez, Trent Kowalik, et Kiril Kulish – Billy Elliot, the Musical dans le rôle de Billy Elliot - Gavin Creel – Hair dans le rôle de Claude - Brian d'Arcy James – Shrek the Musical dans le rôle de Shrek - Constantine Maroulis – Rock of Ages dans le rôle de Drew - J. Robert Spencer – Next to Normal dans le rôle de Dan | - Alice Ripley – Next to Normal dans le rôle de Diana Goodman - Stockard Channing – La Blonde ou la Rousse dans le rôle de Vera Simpson - Sutton Foster – Shrek the Musical dans le rôle de la princesse Fiona - Allison Janney – 9 to 5 dans le rôle de Violet Newstead - Josefina Scaglione – West Side Story dans le rôle de Maria                 |
| Meilleur acteur de second rôle dans une pièce | Meilleure actrice de second rôle dans une pièce |
| - Roger Robinson – Joe Turner's Come and Gone dans le rôle de Bynum Walker - John Glover – En attendant Godot dans le rôle de Lucky - Zach Grenier – 33 Variations dans le rôle de Beethoven - Stephen Mangan – The Norman Conquests dans le rôle de Norman - Paul Ritter – The Norman Conquests dans le rôle de Reg                    | - Angela Lansbury – Blithe Spirit dans le rôle de Madame Arcati - Hallie Foote – Dividing the Estate dans le rôle de Mary Jo - Jessica Hynes – The Norman Conquests dans le rôle de Annie - Marin Ireland – reasons to be pretty dans le rôle de Steph - Amanda Root – The Norman Conquests dans le rôle de Sarah                                     |
| Meilleur acteur de second rôle dans une comédie musicale | Meilleure actrice de second rôle dans une comédie musicale |
| - Gregory Jbara – Billy Elliot, the Musical dans le rôle de Dad - David Bologna – Billy Elliot, the Musical dans le rôle de Michael Caffrey - Marc Kudisch – 9 to 5 dans le rôle de Franklin Hart Jr. - Christopher Sieber – Shrek the Musical dans le rôle de Lord Farquaad - Will Swenson – Hair dans le rôle de Berger               | - Karen Olivo – West Side Story dans le rôle de Anita - Jennifer Damiano – Next to Normal dans le rôle de Natalie Goodman - Haydn Gwynne – Billy Elliot, the Musical dans le rôle de Ms. Wilkinson - Martha Plimpton – La Blonde ou la Rousse dans le rôle de Gladys Bumps - Carole Shelley – Billy Elliot, the Musical dans le rôle de la grand-mère |
| Meilleur livret de comédie musicale | Meilleure partition originale |
| - Lee Hall – Billy Elliot, the Musical - Brian Yorkey – Next to Normal - David Lindsay-Abaire – Shrek the Musical - Hunter Bell – title of show | - Next to Normal – Tom Kitt (musique) et Brian Yorkey (paroles) - Billy Elliot, the Musical – Elton John (musique) et Lee Hall (paroles) - 9 to 5 – Dolly Parton (musique et paroles) - Shrek the Musical – Jeanine Tesori (musique) et David Lindsay-Abaire (paroles)                                                                                |
| Meilleurs décors pour une pièce | Meilleurs décors pour une comédie musicale |
| - Derek McLane – 33 Variations - Dale Ferguson – Le roi se meurt - Rob Howell – The Norman Conquests - Michael Yeargan – Joe Turner's Come and Gone | - Ian MacNeil – Billy Elliot, the Musical - Robert Brill – Blanches colombes et vilains messieurs - Scott Pask – La Blonde ou la Rousse - Mark Wendland – Next to Normal |
| Meilleurs costumes pour une pièce | Meilleurs costumes pour une comédie musicale |
| - Anthony Ward – Mary Stuart - Dale Ferguson – Le roi se meurt - Jane Greenwood – En attendant Godot - Martin Pakledinaz – Blithe Spirit | - Tim Hatley – Shrek the Musical - Gregory Gale – Lang - Nicky Gillibrand – Billy Elliot, the Musical - Michael McDonald – Hair |
| Meilleures lumières pour une pièce | Meilleures lumières pour une comédie musicale |
| - Brian MacDevitt – Joe Turner's Come and Gone - David Hersey – Equus - David Lander – 33 Variations - Hugh Vanstone – Mary Stuart | - Rick Fisher – Billy Elliot, the Musical - Kevin Adams – Hair - Kevin Adams – Next to Normal - Howell Binkley – West Side Story |
| Meilleur son pour une pièce | Meilleur son pour une comédie musicale |
| - Gregory Clarke – Equus - Paul Arditti – Mary Stuart - Russell Goldsmith – Le roi se meurt - Scott Lehrer and Leon Rothenberg – Joe Turner's Come and Gone | - Paul Arditti – Billy Elliot, the Musical - Acme Sound Partners – Hair - Peter Hylenski – Rock of Ages - Brian Ronan – Next to Normal |
| Meilleure mise en scène pour une pièce | Meilleure mise en scène pour une comédie musicale |
| - Matthew Warchus – Le Dieu du carnage - Phyllida Lloyd – Mary Stuart - Bartlett Sher – Joe Turner's Come and Gone - Matthew Warchus – The Norman Conquests | - Stephen Daldry – Billy Elliot, the Musical - Michael Greif – Next to Normal - Kristin Hanggi – Rock of Ages - Diane Paulus – Hair |
| Meilleure chorégraphie | Meilleure orchestration |
| - Peter Darling – Billy Elliot, the Musical - Karole Armitage – Hair - Andy Blankenbuehler – 9 to 5 - Randy Skinner – Irving Berlin's White Christmas | - Martin Koch – Billy Elliot, the Musical - Michael Starobin et Tom Kitt – Next to Normal - Larry Blank – Irving Berlin's White Christmas - Danny Troob et John Clancy – Shrek the Musical |

## Récompenses et nominations multiples

### Nominations multiples
- 15: Billy Elliot, the Musical
- 11: Next to Normal
- 8: Hair et Shrek the Musical
- 7: Mary Stuart et The Norman Conquests
- 6: Le Dieu du carnage et Joe Turner's Come and Gone
- 5: 33 Variations et Rock of Ages
- 4: Le roi se meurt, West Side Story, La Blonde ou la Rousse et 9 to 5
- 3: reasons to be pretty et En attendant Godot
- 2: Blithe Spirit, Dividing the Estate, Equus, Blanches colombes et vilains messieurs et White Christmas

### Récompenses multiples
- 10: Billy Elliot, the Musical
- 3: Le Dieu du carnage et Next to Normal
- 2: Joe Turner's Come and Gone

## Autres récompenses
Le prix Tony Honors for Excellence in the Theatre a été décerné à l'agent de presse Shirley Herz. Le Special Tony Award pour l'ensemble de sa carrière a été décerné à Jerry Herman. Phyllis Newman a reçu la première édition du prix Isabelle Stevenson Award. Le Regional Theatre Tony Award a été décerné au Signature Theatre.